# Лорел (Мисисипи)
Лорел (енгл. Laurel) град је у америчкој савезној држави Мисисипи.

## Демографија
По попису из 2010. године број становника је 18.540, што је 147 (0,8%) становника више него 2000. године.
| Група             | 2000.          | 2010.          |
| Белци             | 7.413 (40,3%)  | 5.517 (29,8%)  |
| Афроамериканци    | 10.130 (55,1%) | 11.372 (61,3%) |
| Азијати           | 60 (0,3%)      | 128 (0,7%)     |
| Хиспаноамериканци | 712 (3,9%)     | 1.424 (7,7%)   |
| Укупно            | 18.393         | 18.540         |